# Argus As 014
 (février 2019).
Si vous disposez d'ouvrages ou d'articles de référence ou si vous connaissez des sites web de qualité traitant du thème abordé ici, merci de compléter l'article en donnant les références utiles à sa vérifiabilité et en les liant à la section « Notes et références ».
L'Argus As 014 (nommé 109-014 par le Ministère de l'Air du Reich) est un pulsoréacteur fabriqué en série par la société Argus (créée par l'alsacien Henri Jeannin) dans les années 1940, afin d'équiper les missiles V1 .

## Historique
Les origines de l'Argus As 014 remontent à 1928, lorsque l'inventeur munichois Paul Schmidt (en) a commencé à travailler sur une nouvelle conception de moteur à réaction à impulsions. Schmidt a déposé un brevet sur sa conception en 1931 et a reçu le soutien du ministère allemand de l'Air en 1933. En 1934, avec le professeur Georg Madelung, Schmidt a proposé au ministère une "bombe volante"  qui serait propulsée par son pulsoréacteur et a reçu un contrat pour son développement l'année suivante. En 1938, il fit la démonstration d'un bombardier à réaction sans pilote, mais le projet fut abandonné par le ministère de l'Air car le prototype manquait de portée et de précision et était coûteux à construire. Cette même année, cependant, la société Argus a commencé à travailler sur une bombe volante utilisant le moteur de Schmidt. Schmidt rejoignit la société Argus en 1940 .
 
Le prototype de l’As 014 a été testé accroché sous un biplan d’entraînement Gotha Go 145 de la Luftwaffe immatriculé D-IIWS en juin et juillet 1941.
 
En juin 1942, Erhard Milch, chef de la production du Ministère de l'Aviation du Reich, le RLM (ReichsLuftfahrtMinisterium), donna la plus haute priorité à une proposition de trois sociétés allemandes de produire un bombardier sans pilote construit à partir de matériaux non stratégiques : Argus le moteur, Fieseler la cellule et Askania le système de guidage. 
 
Le premier moteur fut élaboré et construit dans les usines d'Argus à Berlin. Il fut acheminé à Peenemünde, le 28 octobre 1942.
 
Le V-1 a volé en décembre 1942, d'abord lors d'un test de plané après largage depuis un Focke-Wulf Fw 200, puis la veille de Noël lors d'un vol propulsé de 1 000 mètres après un lancement depuis le sol. En juillet 1943, un V-1 s’est écrasé à 900 mètres de la cible après avoir parcouru 280 km (152 milles) .

Des modifications mineures aboutissent à l'Argus As 109-44. 

La fabrication sous licence de l'As 014 a été réalisée au Japon dans les dernières étapes de la seconde guerre mondiale, sous le nom de Maru Ka10 (en) pour un projet d’avion suicide à réaction, le Kawanishi Baika. 

Après-guerre, ce moteur fut copié par les Américains sous l'appellation Ford PJ31 pour la copie du V1 appelée Republic-Ford JB-2 et pour la bombe expérimentale téléguidée JB-4 (en) développée par l’USAAF. Il fut également copié par les Soviétiques sous l'appellation Chelomey D-3 pour le missile 10Kh (en), également une copie du V1 et par les Français pour l'engin cible ARSAERO CT 10.

## Conception

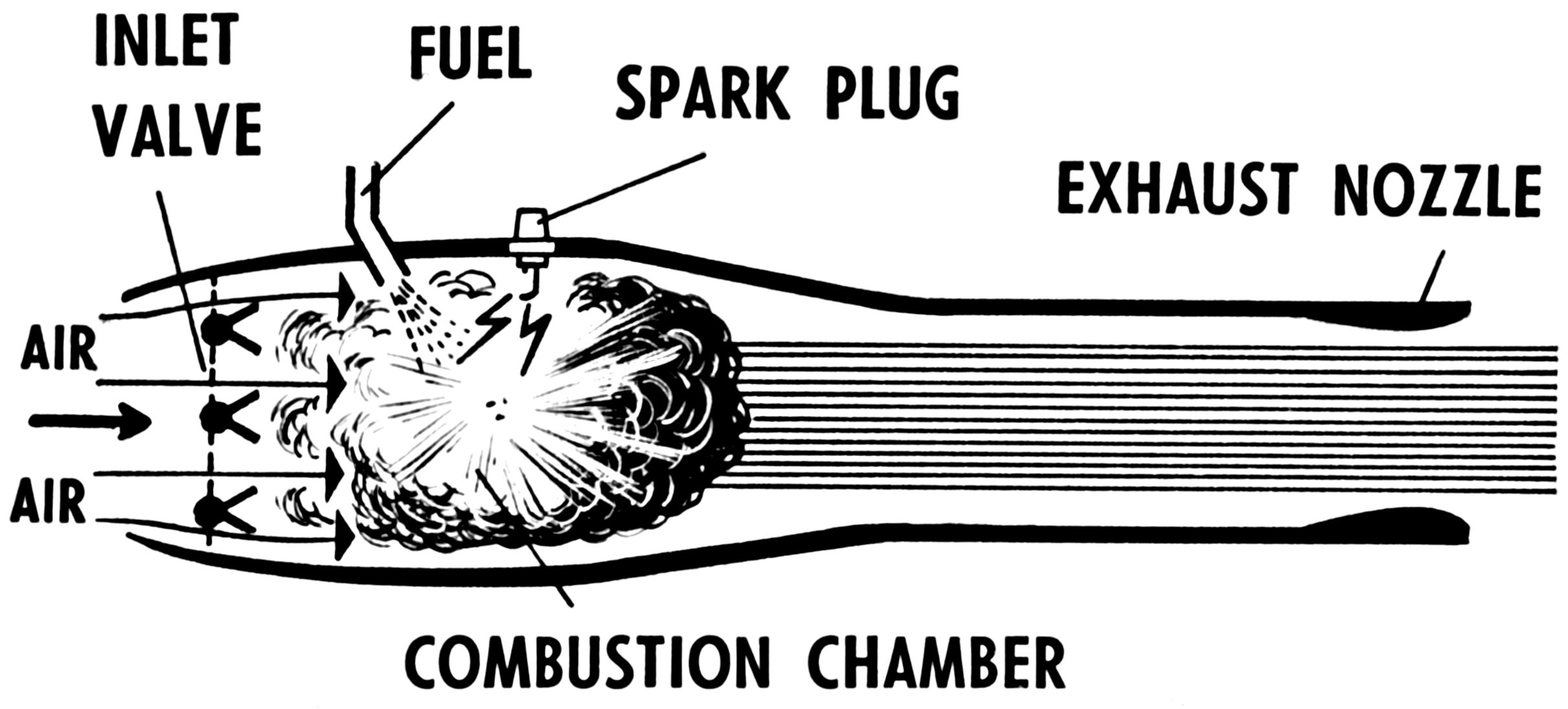

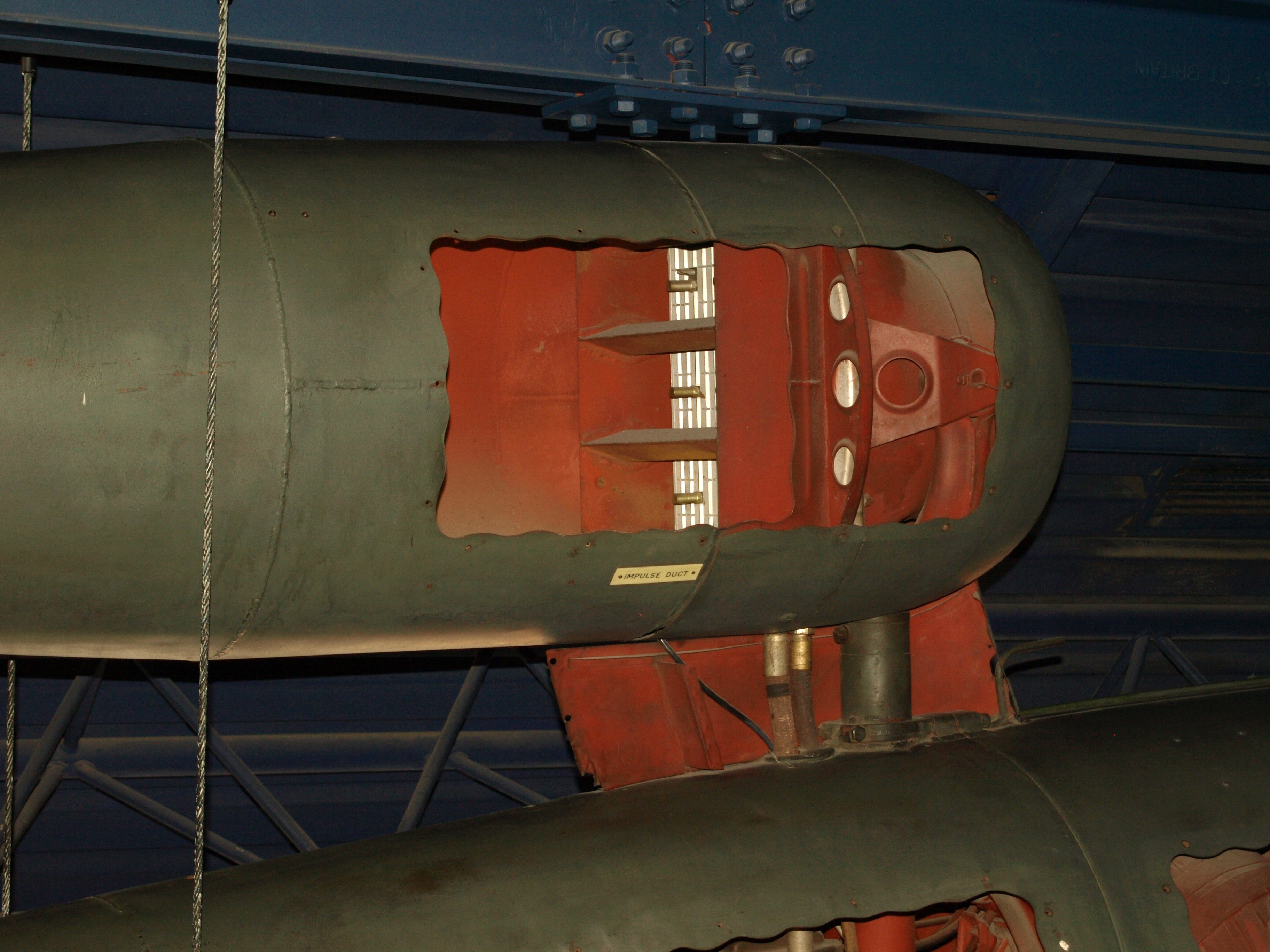

Ce moteur était un modèle de simplicité et de faible coût (3 500 Reichsmark).
Il était fabriqué à partir d'une tôle d'acier doux roulée en tube. À l'avant du moteur, il y avait une grille équipée de clapets à ressort (volets), laquelle était traversée par une série de neuf buses d'admission de carburant. Le tube était équipé d’une bougie d’allumage ne servant qu’au démarrage de l’engin. Il pouvait fonctionner avec n'importe quelle qualité de carburant pétrolier. Le système d'admission d’air n’était conçu que pour une durée de vie d'environ une heure. Un pulsoréacteur peut fonctionner même à l’arrêt, mais sa poussée est moindre qu’en vol. 
La mise à feu était déclenchée par une bougie d'allumage de type automobile située à environ 0,75 m derrière le système d'obturation, l'électricité à cette bougie étant fournie par une unité de démarrage portable. Trois buses d'air à l'avant des injecteurs étaient connectées à une source d'air externe à haute pression qui était utilisée pour démarrer le moteur. De l’acétylène était utilisé pour le démarrage, et très souvent un panneau de bois ou similaire était maintenu à l'extrémité du tuyau d'échappement pour empêcher le gaz de se diffuser et de s'échapper avant la fin de l'allumage.
Une fois que le moteur était démarré et que la température avait atteint le niveau de fonctionnement minimum, le tuyau d'air externe et les connecteurs étaient retirés et le fonctionnement cyclique du moteur se maintenait. Chaque cycle ou impulsion du moteur commençait avec les volets ouverts; du carburant était injecté derrière eux et s’auto-enflammait, l'expansion des gaz qui en résultait forçait les volets à se fermer et les gaz chauds étaient expulsés vers l’arrière. Lorsque la pression dans le moteur chutait après la combustion, les volets se rouvraient. Le cycle se répétait, environ 45 à 55 fois par seconde ; il en résultait un bruit très fort et à une fréquence d'environ 50Hz, qui donnera à l'engin propulsé le surnom de "buzz bomb". Le système d'allumage électrique n'étant nécessaire que pour démarrer le moteur, un V-1 ne comportait ni bobine ni magnéto pour alimenter la bougie d'allumage une fois lance.
Le moteur produit une poussée d’environ 2 200 N (230 kg) lorsqu'il est statique et 3 300 N (330 à 350 kg) en vol. Le carburant était constitué de  625 litres d’essence à  75 d'octane. 
 
La puissance du moteur n’était pas suffisante pour lui permettre de décoller de lui-même, le V-1 était obligé d’être catapulté sur une rampe de lancement mesurant 49 m de long, composé de huit sections modulaires de six mètres de long et d'un frein de bouche.

## Utilisations
Outre le V1 et les copies étrangères, l'As 014 fut utilisé pour une série de projets ou prototypes :
- Le Messerschmitt Me 328, un chasseur parasite qui ne dépassa pas le stade de prototype.
- Le projet de chasseur-bombardier Henschel PJ 600/67 (de) fit l'objet d'un prototype puis fut abandonné.
- Il fut envisagé de motoriser le planeur de transport de parachutistes Gotha Go 345 qui lui-même n'a existé que comme prototype.
- Dans le cadre du Jägernotprogramm (en) (programme d'urgence d'avion de chasse), on trouve le Heinkel P.1077 (en) dont seule une maquette est réalisée et les diverses versions du Messerschmitt P.1079 (en) restées à l'état de projets.
- Il constitue la motorisation imposée du Miniaturjägerprogramm (programme de chasseur miniature) qui donna lieu à trois projets : Blohm & Voss P.213 (en), une version du Heinkel He 162 et Junkers EF 126 (en). Seul le Junkers EF 126 fit l'objet de prototypes terminés par les Soviétiques mais sans suites.
- Le Tornado est lui un prototype de canot explosif.